# Albasu
Albasu è una città della Repubblica Federale della Nigeria appartenente allo Stato di Kano. È il capoluogo dell'omonima area a governo locale (local government area) che si estende su una superficie di 398 km² e conta una popolazione di 190.153 abitanti.